# Litchfield (Illinois)
Litchfield je grad u američkoj saveznoj državi Ilinois. Prema popisu stanovništva iz 2010. u njemu je živjelo 6.939 stanovnika.